# Jean Schlumberger
Pour les articles homonymes, voir Schlumberger et Jean Schlumberger (joaillier).
Pierre Conrad Nicolas Jean Schlumberger, né le 26 mai 1877 à Guebwiller et mort le 25 octobre 1968 à Paris 6e, est un éditeur et écrivain français, l'un des fondateurs de la NRF.

## Biographie

### Famille
Né dans une famille bourgeoise de tradition protestante, Jean Schlumberger est l'aîné des six enfants de Paul Schlumberger (1848-1926) et de Marguerite de Witt (1853-1924), fille de Conrad de Witt et petite-fille de François Guizot. Il est le frère de Conrad Schlumberger, de Marcel Schlumberger, de Daniel Schlumberger, de Pauline Schlumberger et de Maurice Schlumberger. Il est l'oncle d'Anne Gruner Schlumberger et de Dominique de Ménil.

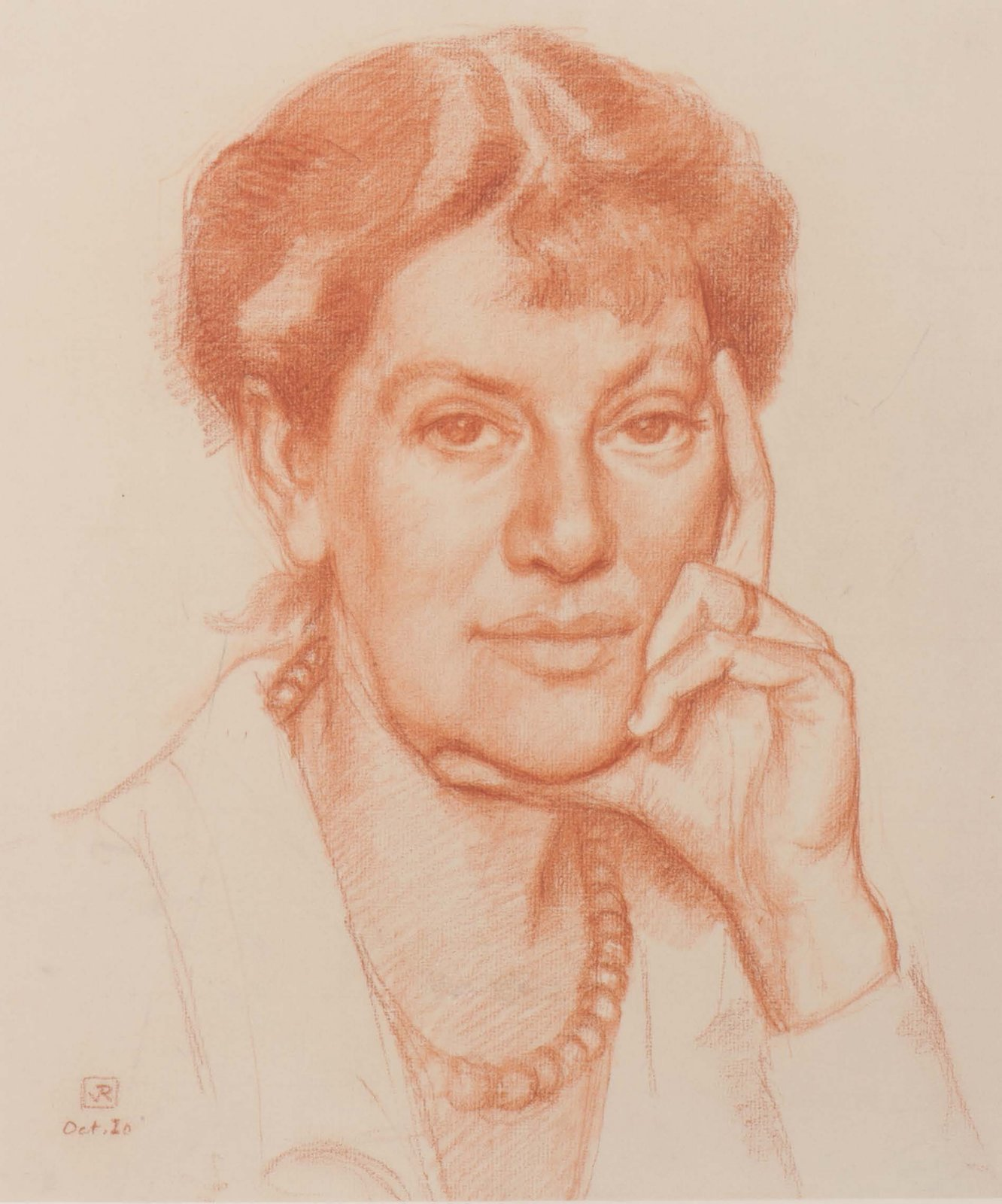
Portrait de Suzanne Weyher, épouse de Jean Schlumberger, 1920, par Théo van Rysselberghe

Ayant choisi la nationalité française et désireux d'échapper à la conscription allemande, il quitte l'Alsace en 1892 pour Paris, et le domaine du Val-Richer où vit sa famille maternelle. Voisin à La Roque-Baignard d'André Gide, qui assiste à son conseil de révision à Cambremer, le chef-lieu du canton, ils deviendront amis et le resteront pendant cinquante ans.
Marié en 1899 à Suzanne Weyher, fille de l'industriel Charles Weyher, qui travaillera sa peinture aux côtés de Théo Van Rysselberghe, il en eut trois enfants : Marc, Monique et Sabine. Suzanne meurt le 7 septembre 1924 des suites d'une longue maladie. Pendant quarante ans, son mari lui écrira une lettre chaque 7 septembre et ce, jusqu'à cinq ans avant son propre décès. Ces écrits paraîtront dans un cercle privé en 1925 sous le titre 1878-1924 In Memoriam puis en 1991 sous le titre Anniversaire, recueil chez Gallimard.

### Carrière littéraire
Il est l'un des fondateurs de La Nouvelle Revue française (NRF) en 1908 en compagnie notamment d'André Gide, de Jacques Copeau et d'André Ruyters.
Au cours de sa carrière littéraire, il reçoit le Grand prix de littérature de l'Académie française (1942), le Grand prix national des lettres (1955), et est le cofondateur en 1968 de l'Association des Amis d'André Gide (AAAG). Il œuvrera toute sa vie à une entente franco-allemande.
Il est enterré avec nombre d'autres descendants de François Guizot au petit cimetière du village de Saint-Ouen-le-Pin, dans le Calvados.

## Œuvre

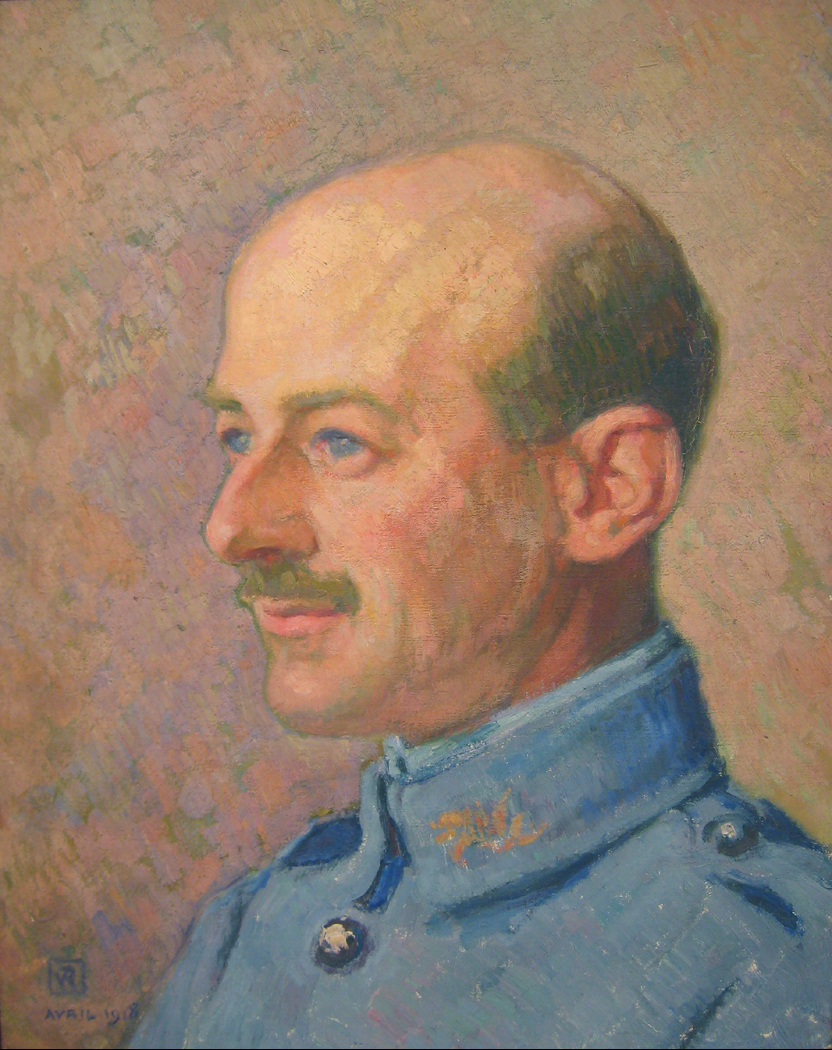
Portrait peint de Jean Schlumberger (1918), par Théo Van Rysselberghe.

- Poème des temples et des tombeaux (1903)
- Le mur de verre (1904)
- Heureux qui comme Ulysse (1906)
- Césaire ou la puissance de l'esprit - Théâtre (1908)
- La mort de Sparte (1910)
- Épigrammes Romaines (1910)
- L'Inquiète Paternité (1911)
- 1912 : On naît esclave de Tristan Bernard et Jean Schlumberger, Théâtre du Vaudeville
- Les fils Louverné (1914)
- Un homme heureux (1920)
- Un miracle de Notre-Dame - Théâtre- (1920)
- Le bien public - Théâtre (1921)
- Le Camarade infidèle (1922)
- Le marchand de cercueil - Théâtre (1922)
- Le Lion devenu vieux (1924)
- In Memoriam (100 Ex) 1925
- Dialogues avec le corps endormi (1925)
- Traité 1- L'Enfant qui s'accuse (1927)
- L'Amour, le Prince, la Vérité (1927)
- Les Yeux de dix-huit ans (1928)
- Saint-Saturnin (1930)
- La tentation de Tati - Théâtre 1932
- Sur les frontières religieuses (1934)
- Histoire de quatre potiers (1935)
- Plaisir à Corneille (1936)
- Essais et dialogues (1937)
- Stéphane le glorieux (1940)
- Jalons (1941)
- Théâtre (1943)
- Nouveaux jalons (1943)
- Le Procès Pétain (1949)
- Conrad Schlumberger (avec Dominique de Ménil) 1949
- Éveils (1950)
- Au bivouac, Plaudite Amici, s.l.n.d. [1951] avec des lithographies d'Élie Grekoff
- Passion (1956)
- Madeleine et André Gide (1956)
- Œuvres (1958)
- Rencontres- Feuilles d'agenda- Pierres de Rome (1968)
- In Memoriam suivi de Anniversaire (1991)
- Trois lettres sur la passion
- Correspondance André Gide-Jean Schlumberger, 1901-1950, édition de Peter Fawcett et Pascal Mercier, Gallimard, 1993.
- Notes sur la vie littéraire, 1902-1968, édition de Pascal Mercier, Gallimard, 1999.

## Sources et bibliographie
- Denise Bourdet, Jean Schlumberger, dans: Encre sympathique, Paris, Grasset, 1966.
- Jean Schlumberger face à l'histoire (colloque organisé par l'Association François Guizot-Val-Richer, le 20 octobre 2004 ; actes publiés sous la direction de Pascal Mercier), Lisieux, Association Le Pays d'Auge, 2005, 97 p.  (ISBN 2-9522120-2-3)
- Simon Epstein, Les Dreyfusards sous l'Occupation, éd. Albin Michel, 2001
- Jean-Marie Schmitt, « Pierre Conrad Nicolas Jean Schlumberger », in Nouveau dictionnaire de biographie alsacienne, vol. 33, p. 3463
- Marguerite Yourcenar, Ébauche d'un Jean Schlumberger, éd. Gallimard, 1969